# Vahina Giocante
Vahina Giocante (Orleans, 30 de junio de 1981) es una actriz francesa. Es de ascendencia corsa, por parte de padre, y andaluza, por parte de madre.

## Trayectoria
Comenzó su vida artística bailando en la ópera de Marsella cuando aún asistía a la escuela secundaria. Con apenas 16 años le ofrecieron debutar en el cine en la película Maire Baie des Anges. Un año después, en 1998, interpretó el papel de hija de la protagonista en Voleur de Vie.
Una de sus más conocidas actuaciones ha sido en Lila dice (Lila dit ça), en la que interpreta a la joven Lila en esta adaptación al cine de la novela del enigmático autor francés Chimo.
En 2016 protagonizó la vida de la famosa bailarina y espía en la época de la Primera Guerra Mundial conocida como Mata Hari, en una miniserie rusa de 12 capítulos. El personaje fue interpretado con gran sensualidad por la actriz francesa. Es una mujer fatal, una espía cansada de serlo que seduce a la crema de la sociedad aristocrática europea con danzas orientales que terminan sin velo alguno.

## Vida privada
Ella tiene un hijo, fruto de su relación con el bajista Martin Gamet.
En el año 2012, ella apoyo públicamente a Raoni Metuktire en su lucha por la defensa de Represa de Belo Monte.
Es embajadora de la asociación ASMAE, Sor Emmanuelle.
Además, ella mantenía una relación con el diseñador francés Ora-ïto.

## Filmografía

### Cine
- 1997 : Marie Baie des Anges de Manuel Pradal : Marie
- 1998 : Voleur de vie de Yves Angelo : Sigga
- 1999 : Le Libertin  de Gabriel Aghion : Angélique Diderot
- 1999 : Pas de scandale de Benoît Jacquot : Stéphanie
- 2000 : Les Fantômes de Louba de Martine Dugowson : Jeannie adolescente
- 2001 : Vivante de Sandrine Ray : Claire
- 2001 : Bella ciao de Stéphane Giusti : Bianca Mancini
- 2004 : Le Cadeau de Elena de Frédéric Graziani : Marie
- 2004 : Riviera de Anne Villacèque : Stella
- 2004 : Blueberry, l'expérience secrète de Jan Kounen : Madeleine
- 2005 : Lila dit ça de Ziad Doueiri : Lila
- 2006 : Un lever de rideau de François Ozon (cortometraje) : Rosette
- 2006 : U de Serge Élissalde
- 2007 : 99 francs  de Jan Kounen : Sophie
- 2008 : Secret défense de Philippe Haïm : Diane / Lisa
- 2009 : Bellamy de Claude Chabrol : Nadia Sancho
- 2009 : Le Premier Cercle de Laurent Tuel : Élodie
- 2010 : La Blonde aux seins nus de Manuel Pradal : Rosalie
- 2010 : Krach de Fabrice Genestal : Sybille Malher
- 2010 : 5150 Hold de Shirley Monsarrat : Lisa / Marie
- 2011 : 30 Beats de Alexis Lloyd : Kim
- 2013 : Un prince  de Philippe Lellouche : Marie 2
- 2013 : Turf de Fabien Onteniente : Banette
- 2014 : Le Monde de Fred de Valérie Müller : Léa Frazier
- 2015 : Les Exilés romantiques de Jonás Trueba : Vahina
- 2016 : Laurels de David Brundige : Pauline Sala
- 2020 : Anderson Falls de Julien Seri : Elizabeth Anderson

### Televisión
- 2001 : L'Algérie des chimères de François Luciani (miniserie de TV) : Jeanne
- 2003 : Maigret : Germaine Blanc
- 2005 : Nuit noire 17 octobre 1961 de Alain Tasma (película para televisión) : Marie-Hélène
- 2010 : Mon père, Francis le Belge de Frédéric Balekdjian (película para televisión) : Marion
- 2014 : Les Inoubliables de Matan Gugghenheim (película para televisión) : Dora / Catherine
- 2015 : Mata Hari de Dennis Berry (película para televisión) : Mata Hari
- 2021 : Skam : Céline Prigent, la madre de Tiff
- 2022 : La Jeune fille et la nuit de Bill Eagles : Fanny

### Clips
- 2005 : Comme elle se donne de Jérôme Attal
- 2011 : C'est moi le printemps de Daniel Darc
- 2014 : Où es-tu ? de Patrick Bruel
- 2015 : MC Daronne de Meufisme (comedia)

### Publicidad
- Anuncios en 2010, por Jacques Dessange.
- Por la marca Agent Provocateur.[2]